# Универзитет Јорк
Универзитет Јорк (енгл. York University, фр. Université York) је јавни истраживачки универзитет у Торонту, Канада. Трећи је по величини универзитет у Канади. Универзитет Јорк има приближно 54000 студената, 7000 административног особља, 11 факултета и 28 истраживачких центара.